# Antti Autti
Antti-Matias Antero Autti (född 15 mars 1985 i Rovaniemi i Finland), framgångsrik finsk snowboardåkare.
Autti vann guld i både halfpipe och big air i VM säsongen 2004 - 2005. Samma säsong kom han på första plats i halfpipe i den ansedda X-Games-tävlingen. När Antti Autti vann X-Games, blev han den första icke-amerikanen att lyckas med just detta. I sitt finalåk startade han med att göra en back-to-back 1080, och blev den tredje personen någonsin att lyckas med det tricket i en tävling efter Danny Kass och Ross Powers. Man brukar även säga att det var Antti Autti som startade "1080 revolutionen" och satte en helt ny standard på halfpipe-tävlingarna.
I Olympiska vinterspelen 2006 i Turin kom Autti på femte plats i halfpipe.

## Fotnoter
1. ↑  FIS databas, FIS-snowboardåkare-ID: 2207, läst: 26 april 2022.[källa från Wikidata]